# Rääkkylä
Rääkkylä [ˈræːkːylæ] (schwedisch historisch Bräkylä) ist eine Gemeinde im Osten Finnlands mit 1960 Einwohnern (Stand 31. Dezember 2022). Sie liegt in der Landschaft Nordkarelien an der Grenze zu Savo.
Rääkkylä liegt auf einer Halbinsel zwischen den Seen Orivesi und Pyhäselkä, die zum Saimaa-Seengebiet gehören, rund 30 km südlich von Joensuu. Zur Gemeinde zählen außer dem Kirchdorf von Rääkkylä die Dörfer Haapasalmi, Jaama, Nieminen, Oravisalo, Rasisalo, Rasivaara, Sintsi, Salokylä-Pötsönlahti und Varpasalo.

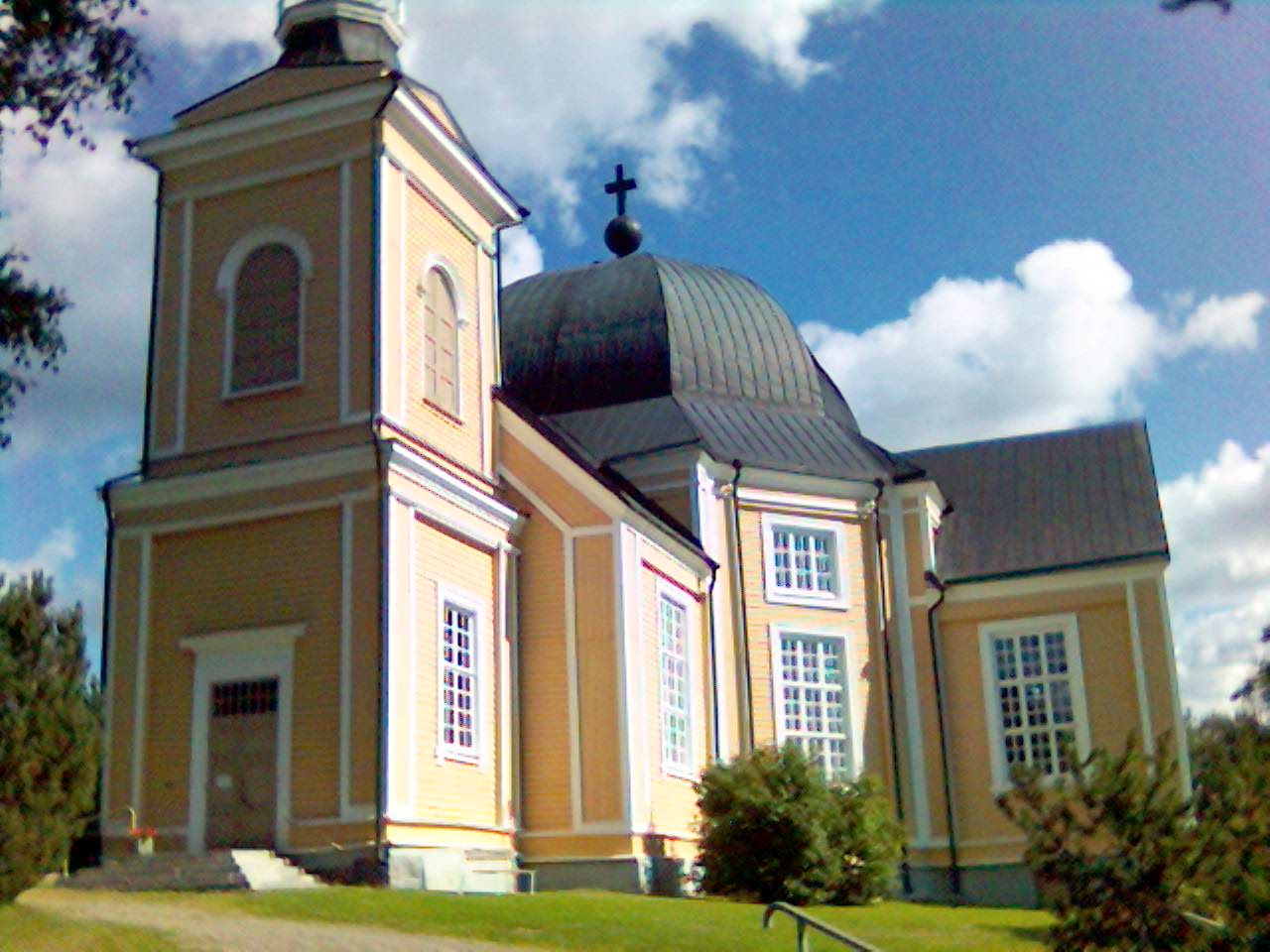
Die Holzkirche von Rääkkylä

In Rääkkylä befindet sich eine 1851 fertiggestellte Holzkirche. Der Ort ist ein Zentrum der finnischen Volksmusik: Alljährlich im Juli findet das Festival „Kihaus“ statt. Die Weltmusik-Band Värttinä wurde in Rääkkylä gegründet.

## Wappen
Beschreibung des Wappens: Im roten Schild liegt ein schwarzes silbern flammendes Burgunderkreuz.

## Söhne und Töchter
- Heikki Hirvonen (1895–1973), Sportsoldat und Olympiateilnehmer
- Esa Pakarinen (1911–1989), Volksmusiker und Unterhaltungskünstler
- Pauliina Lerche (* 1974), Musikerin und Komponistin